# Francesco Morandi
Francesco Marani, maggiormente noto come Francesco Morandi (Bologna, 1528 – Bologna, 1603), è stato un architetto italiano.

## Biografia
Nato nel 1528 dall'unione di Palamede Marani con la sorella di Antonio Morandi, detto "Il Terribilia", è spesso indicato con il cognome e il soprannome dello zio. La confusione sulla sua parentela è già presente nelle cronache storiche. Infatti, la sua reale relazione familiare con Antonio Morandi è stata chiarita solo di recente con la scoperta di nuovi documenti.
Già in giovane età iniziò a lavorare con gli zii nella loro ben avviata impresa di costruzione, partecipando ai cantieri nella basilica di San Domenico e nelle chiese di San Procolo e San Giovanni in Monte.
Nel 1568 realizzò il nuovo ambiente riservato all'Inquisizione presso la basilica di San Domenico, forse con l'aiuto dello zio.
Nello stesso anno lavorò a Cesena al riassetto interno della Madonna del Monte, dove progettò lo scalone e la cupola, più volte rimaneggiata in epoca successiva. Nel 1575 progettò il campanile della chiesa di San Mattia, oggi sconsacrata.
Partecipò anche a numerosi progetti di edilizia privata, anche se è difficile distinguere la sua opera da quella degli altri Morandi, data l'appartenenza alla stessa impresa. Tradizionalmente gli sono stati attribuiti il progetto di palazzo Caprara (1561), odierna sede dalla prefettura, la facciata di palazzo Lambertini (1570), il progetto di palazzo Fava (1584) e la ristrutturazione di palazzo Legnani-Pizzardi (1587).
Nel 1568 succedette a suo zio come ingegnere della fabbrica di San Petronio. In questa veste Francesco si occupò del completamento della facciata della basilica: probabilmente il problema artistico-politico più importante nella Bologna del XVI secolo. Dopo il precedente infruttuoso tentativo di Antonio Morandi di concludere il progetto originale del 1518 di Domenico da Varignana, vennero interpellati vari famosi architetti italiani dell'epoca per trovare un'altra soluzione. Fu chiesta la consulenza di Giulio Romano, Alberto Alberti, Domenico Tibaldi, il Vignola, fino ad arrivare ad Andrea Palladio, con cui Francesco collaborò per la stesura di un nuovo progetto nel 1572.
Negli ultimi anni della sua attività, Francesco, lavorò anche al palazzo del Cardinal Legato (1583) e propose quattro progetti per la ricostruzione del ponte sull'Idice (1581).
Morì a Bologna nel 1603.